# 北江州
北江州（ほっこうしゅう）は、中国にかつて存在した州。
南北朝時代、南朝陳により設置される。589年（開皇9年）、隋が南朝陳を滅ぼすと廃止とされ、管轄地域は宣州に統合された。

## 下部行政区画
- 南陵郡
  - 南陵県
  - 臨城県
  - 石城県
  - 定陵県
  - 故治県